# Signe de Kernig
Le signe de Kernig est observé en neurologie dans le cadre du syndrome méningé. Il fut décrit en 1882 par Wladimir Kernig, médecin russe d'origine balto-allemande,,,.

## Recherche
Le signe de Kernig se recherche en pliant les cuisses sur le bassin, jambes étendues. Une douleur apparaît, s'opposant au maintien en extension des genoux et obligeant le patient à fléchir les jambes sur les cuisses. Une manière alternative de procéder est de demander au patient allongé de se redresser et de s'asseoir : on observe une flexion des jambes et cuisses sur le bassin,.

## Pathologies au cours desquelles il est rencontré
Le signe de Kernig est habituellement associé à une raideur de la nuque et au signe de Brudzinski, dans le cadre du syndrome méningé.
- Hémorragie méningée
- Méningite
- Grippe
- Listériose
- Cryptococcose
- Maladie de Behçet
- Leptospirose
- Encéphalopathie de Wernicke
- Porphyrie
- Maladie périodique
- Maladie de Lyme
- Maladie de Chagas
- Fièvre jaune
- Arbovirose
- etc.